# 797 a.C.

## Eventos

Mapa da Ásia Menor, 750-625 a.C.

- Ardis I, um heráclida, reina na Lídia;[1][Nota 1] Ele era filho de Alíates e foi sucedido por Alíates,[2][Nota 2] e reinou por trinta e seis anos.[2][1]